# Simpatico (D-A-D)
Simpatico è il sesto album in studio del gruppo musicale hard rock danese D-A-D, pubblicato il 6 novembre 1997.

## Tracce
1. Empty Heads – 4:20
2. Simpatico – 3:12
3. Home Alone 4 – 3:45
4. Cloudy Hours – 3:59
5. Hate to Say I Told You So – 3:19
6. No One Answers – 3:03
7. Mad Days – 4:11
8. Don't Tell Me Anything – 3:45
9. You Do What I've Just Done – 4:19
10. Life Right Now – 4:08
11. Now or Forever – 3:41
12. A Hand Without Strength – 4:12

## Formazione
- Jesper Binzer - voce, chitarra
- Jacob Binzer - chitarra
- Stig Pedersen - basso
- Peter Lundholm Jensen - batteria